# James J. Delaney
James Joseph Delaney (ur. 19 marca 1901 w Nowym Jorku, zm. 24 maja 1987 w Key Biscayne) – amerykański polityk, członek Partii Demokratycznej.

## Działalność polityczna
W okresie od 3 stycznia 1945 do 3 stycznia 1947 przez jedną kadencję i ponownie od 3 stycznia 1949 do 3 stycznia 1953 przez dwie kadencje był przedstawicielem 6. okręgu, następnie do 3 stycznia 1963 przez pięć kadencji przedstawicielem 7. okręgu, a od 3 stycznia 1963 do rezygnacji 31 grudnia 1978 przez osiem kadencji był przedstawicielem 9. okręgu wyborczego w stanie Nowy Jork w Izbie Reprezentantów Stanów Zjednoczonych.